# Shi Tingmao
Shi Tingmao (n. 31 august 1991, Chongqing, Sichuan, Republica Populară Chineză) este o săritoare în apă ce a reprezentat Republica Populară Chineză, medaliată olimpică. A participat la 2 ediții ale Jocurilor Olimpice (2016, 2020) în care a câștigat 4 medalii de aur.